# Massimo Serato
Massimo Serato, nome d'arte di Giuseppe Segato (Oderzo, 31 maggio 1917 – Roma, 22 dicembre 1989), è stato un attore italiano.

## Biografia

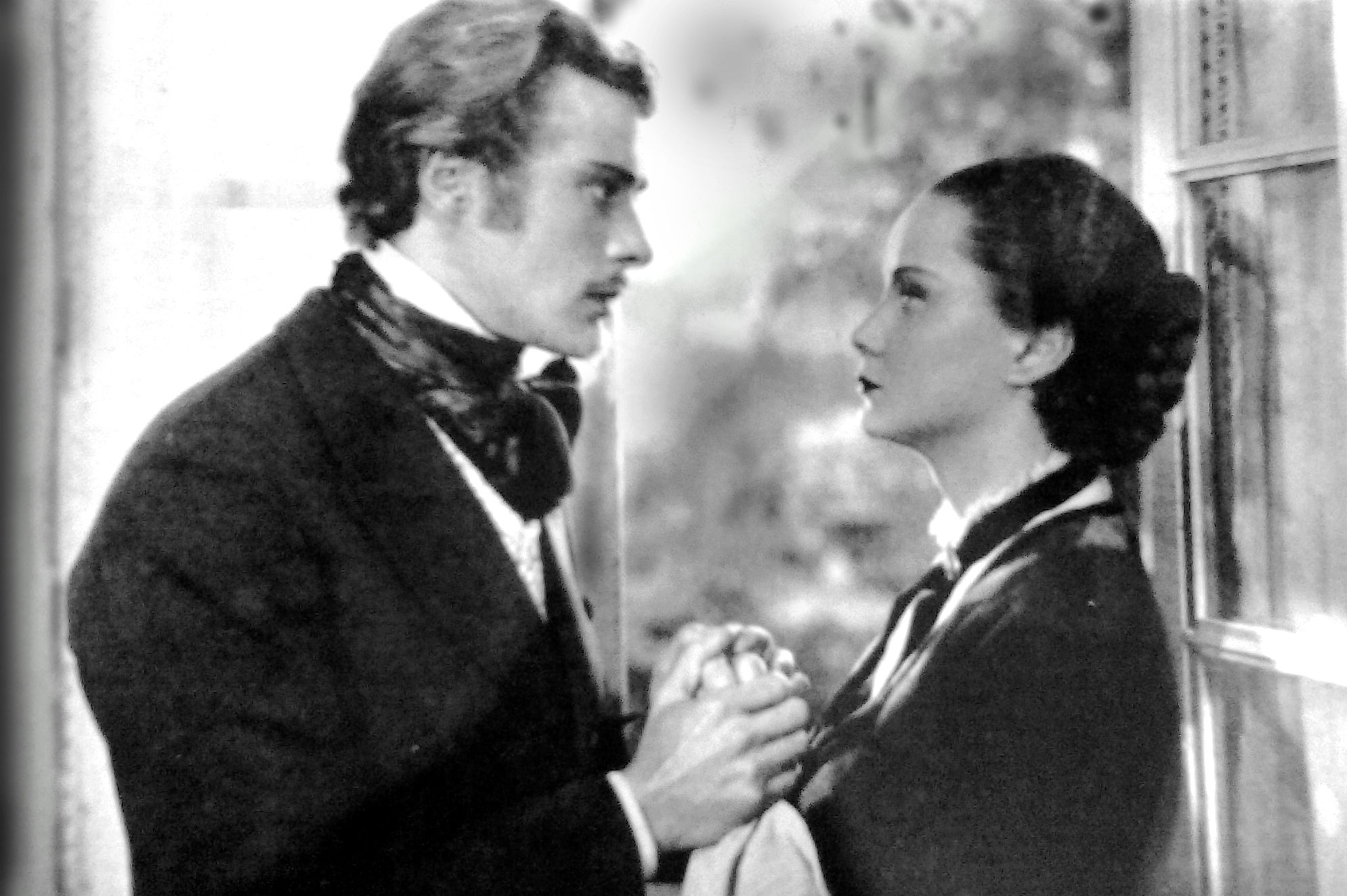
Massimo Serato con Alida Valli nel film Piccolo mondo antico (1941)

Si formò come attore presso il Centro sperimentale di cinematografia, vincendo un concorso alla Scalera Film con Anna Magnani, sua compagna anche nella vita per alcuni anni, dalla quale ebbe un figlio, Luca, che però non riconobbe. Dopo una prima esperienza cinematografica nel cortometraggio Appuntamento allo zoo (1937) di Franco Saponieri esordì sul grande schermo nel 1940 con L'ispettore Vargas, diretto da Gianni Franciolini.
Ebbe il ruolo di Franco nel Piccolo mondo antico (1941) di Mario Soldati e altri ruoli nei film Giacomo l'idealista (1943) e Sorelle Materassi (1944). Tra il 1944 e il 1945 recitò anche in alcuni spettacoli teatrali e partecipò alle prime riviste di Pietro Garinei e Sandro Giovannini. Nella stagione 1945-1946, prese parte alla rivista Venticello del Sud di Nelli e Mangini, accanto a Nino Taranto, e recitò in Il sole sorge ancora (1946), per il quale vinse il Nastro d'argento nel 1947 come migliore attore non protagonista, e Febbre di vivere (1953). L'ultima pellicola nella quale lavorò fu la commedia Fratelli d'Italia (1989).
La sera del 21 dicembre 1989 venne ricoverato al policlinico Umberto I di Roma per sottoporsi ad una serie di accertamenti, ma il giorno seguente morì a causa di un arresto cardiaco. Riposa al cimitero Flaminio di Prima Porta a Roma.

## Filmografia

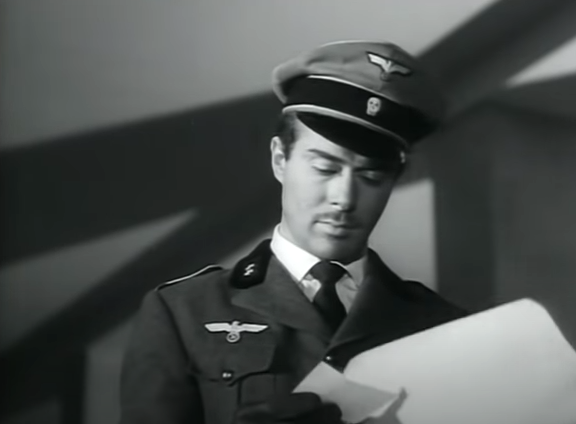
Massimo Serato in Monastero di Santa Chiara (1949)

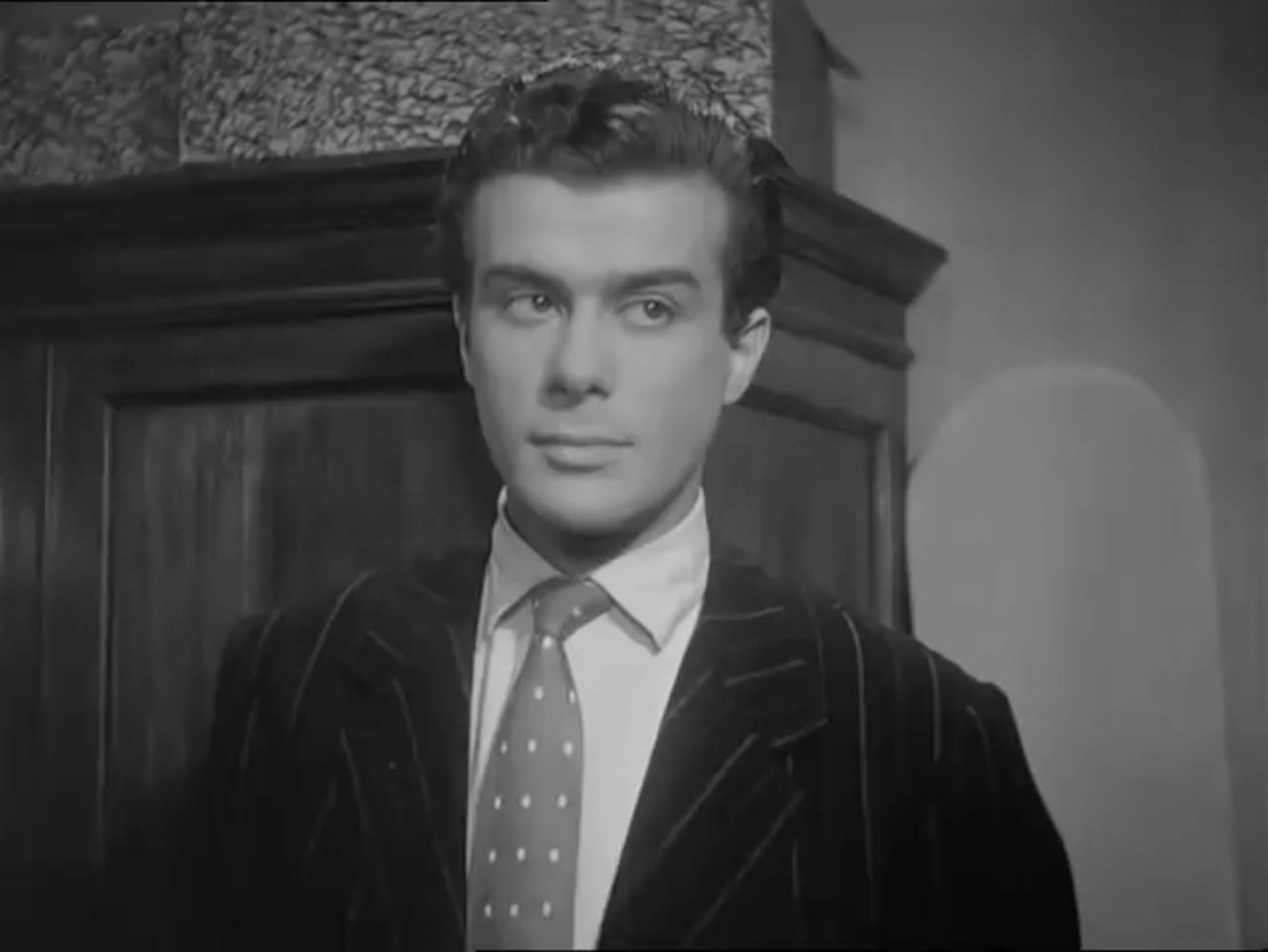
Massimo Serato in Sorelle Materassi (1944)

### Cinema
- Inventiamo l'amore, regia di Camillo Mastrocinque (1938)
- Papà Lebonnard, regia di Marcello Albani (1939)
- L'ispettore Vargas, regia di Gianni Franciolini (1940)
- L'amore canta, regia di Ferdinando Maria Poggioli (1941)
- Due cuori sotto sequestro, regia di Carlo Ludovico Bragaglia (1941)
- Piccolo mondo antico, regia di Mario Soldati (1941)
- I sette peccati, regia di László Kish (1942)
- L'uomo venuto dal mare, regia di Belisario Randone e Roberto De Ribon (1942)
- Giacomo l'idealista, regia di Alberto Lattuada (1943)
- Sorelle Materassi, regia di Ferdinando Maria Poggioli (1944)
- Quartieri alti, regia di Mario Soldati (1945)
- Il mondo vuole così, regia di Giorgio Bianchi (1946)
- Il sole sorge ancora, regia di Aldo Vergano (1946)
- Rocambole, regia di Jacques de Baroncelli (1947)
- Sangue a Ca' Foscari, regia di Max Calandri (1947)
- La signora delle camelie, regia di Carmine Gallone (1947)
- Il principe ribelle, regia di Pino Mercanti (1947)
- La prigioniera dell'isola (La danse de mort), regia di Marcel Cravenne (1948)
- I cavalieri dalle maschere nere (I Beati Paoli), regia di Pino Mercanti (1948)
- I pirati di Capri, regia di Edgar G. Ulmer e Giuseppe Maria Scotese (1949)
- Monastero di Santa Chiara, regia di Mario Sequi (1949)
- Marechiaro, regia di Giorgio Ferroni (1949)
- Domenica d'agosto, regia di Luciano Emmer (1950)
- Il ladro di Venezia, regia di John Brahm (1950)
- La strada buia, regia di Marino Girolami e Sidney Salkow (1950)
- Il conte di Sant'Elmo, regia di Guido Brignone (1950)
- Senza bandiera, regia di Lionello De Felice (1951)
- Incantesimo tragico (Oliva), regia di Mario Sequi (1951)
- Amore e sangue, regia di Marino Girolami (1951)
- La figlia del diavolo, regia di Primo Zeglio (1952)
- Il boia di Lilla - La vita avventurosa di Milady, regia di Vittorio Cottafavi (1952)
- Il mercante di Venezia, regia di Pierre Billon (1952)
- Amore rosso - Marianna Sirca, regia di Aldo Vergano (1952)
- Lucrezia Borgia (Lucrèce Borgia), regia di Christian-Jaque (1953)
- William Tell, regia di Jack Cardiff (1953)
- Febbre di vivere, regia di Claudio Gora (1953)
- Gioventù alla sbarra, regia di Ferruccio Cerio (1953)
- I Piombi di Venezia, regia di Gian Paolo Callegari (1953)
- Pietà per chi cade, regia di Mario Costa (1954)
- L'amante di Paride, regia di Marc Allégret (1954)
- Le avventure di Cartouche, regia di Steve Sekely e Gianni Vernuccio (1955)
- Il piccolo vetraio, regia di Giorgio Capitani (1955)
- Il falco d'oro, regia di Carlo Ludovico Bragaglia (1955)
- Foglio di via, regia di Carlo Campogalliani (1955)
- La vedova X, regia di Lewis Milestone (1955)
- Maruzzella, regia di Luigi Capuano (1956)
- La trovatella di Milano, regia di Giorgio Capitani (1956)
- Tormento d'amore, regia di Claudio Gora (1956)
- Suprema confessione, regia di Sergio Corbucci (1956)
- Peppino, le modelle e... "chella llà", regia di Mario Mattoli (1957)
- Afrodite, dea dell'amore, regia di Mario Bonnard (1958)
- La maja desnuda (The Naked Maya), regia di Henry Koster (1958)
- Capitan Fuoco, regia di Carlo Campogalliani (1958)
- La spada e la croce, regia di Carlo Ludovico Bragaglia (1958)
- Il cavaliere del castello maledetto, regia di Mario Costa (1959)
- Il magistrato, regia di Luigi Zampa (1959)
- La scimitarra del Saraceno, regia di Piero Pierotti (1959)
- Ti aspetterò all'inferno, regia di Piero Regnoli (1960)
- David e Golia, regia di Ferdinando Baldi e Richard Pottier (1960)
- Gli amori di Ercole, regia di Carlo Ludovico Bragaglia (1960)
- Femmine di lusso, regia di Giorgio Bianchi (1960)
- La Venere dei pirati, regia di Mario Costa (1960)
- Costantino il Grande, regia di Lionello De Felice (1961)
- El Cid, regia di Anthony Mann (1961)
- Ponzio Pilato, regia di Irving Rapper e Gian Paolo Callegari (1961)
- Il colpo segreto di d'Artagnan, regia di Siro Marcellini (1962)
- Marte, dio della guerra, regia di Marcello Baldi (1962)
- L'invincibile cavaliere mascherato, regia di Umberto Lenzi (1963)
- Zorro contro Maciste, regia di Umberto Lenzi (1963)
- Goliath e la schiava ribelle, regia di Mario Caiano (1963)
- Ipnosi, regia di Eugenio Martín (1963)
- Brenno il nemico di Roma, regia di Giacomo Gentilomo (1963)
- Gli invincibili sette, regia di Alberto De Martino (1963)
- 55 giorni a Pechino (55 Days at Peking), regia di Nicholas Ray (1963)
- Maciste alla corte dello Zar, regia di Tanio Boccia (1964)
- Il leone di Tebe, regia di Giorgio Ferroni (1964)
- Il colosso di Roma, regia di Giorgio Ferroni (1964)
- La rivolta dei sette, regia di Alberto De Martino (1964)
- ...e la donna creò l'uomo, regia di Camillo Mastrocinque (1964)
- La Celestina P... R..., regia di Carlo Lizzani (1965)
- Superseven chiama Cairo, regia di Umberto Lenzi (1965)
- Il gladiatore che sfidò l'impero, regia di Domenico Paolella (1965)
- La decima vittima, regia di Elio Petri (1965)
- I criminali della galassia, regia di Antonio Margheriti (1965)
- FBI Operazione vipera gialla, regia di Alfredo Medori (1966)
- Quel nostro grande amore (La mujer perdida), regia di Tullio Demicheli (1967)
- Lo scatenato, regia di Franco Indovina (1967)
- La notte pazza del conigliaccio, regia di Alfredo Angeli (1967)
- Il magnifico texano, regia di Luigi Capuano (1967)
- È stato bello amarti, regia di Adimaro Sala (1968)
- Delitto quasi perfetto, regia di Mario Camerini (1969)
- L'amore breve, regia di Romano Scavolini (1969)
- Una nuvola di polvere... un grido di morte... arriva Sartana, regia di Giuliano Carnimeo (1970)
- Edipeon, regia di Lorenzo Artale (1970)
- Il divorzio, regia di Romolo Guerrieri (1970)
- La Califfa, regia di Alberto Bevilacqua (1970)
- Il sergente Klems, regia di Sergio Grieco (1971)
- Anda muchacho, spara!, regia di Aldo Florio (1971)
- Nel buio del terrore (Historia de una traición), regia di José Antonio Nieves Conde (1971)
- Il ritorno del gladiatore più forte del mondo, regia di Bitto Albertini (1971)
- Un apprezzato professionista di sicuro avvenire, regia di Giuseppe De Santis (1972)
- Terza ipotesi su un caso di perfetta strategia criminale, regia di Giuseppe Vari (1972)
- A Venezia... un dicembre rosso shocking (Don't Look Now), regia di Nicolas Roeg (1973)
- Diario segreto da un carcere femminile, regia di Rino Di Silvestro (1973)
- Number One, regia di Gianni Buffardi (1973)
- Salvo D'Acquisto, regia di Romolo Guerrieri (1974)
- Macchie solari, regia di Armando Crispino (1975)
- Cattivi pensieri, regia di Ugo Tognazzi (1976)
- Il ginecologo della mutua, regia di Joe D'Amato (1977)
- Solamente nero, regia di Antonio Bido (1978)
- Un poliziotto scomodo, regia di Stelvio Massi (1978)
- Suor Omicidi, regia di Giulio Berruti (1978)
- L'umanoide, regia di Aldo Lado (1979)
- Via degli specchi, regia di Giovanna Gagliardo (1983)
- Nanà, regia di Dan Wolman (1983)
- Il ragazzo di campagna, regia di Castellano e Pipolo (1984)
- Le lunghe ombre, regia di Gianfranco Mingozzi (1987)
- 32 dicembre, regia di Luciano De Crescenzo (1988)
- Fratelli d'Italia, regia di Neri Parenti (1989)
- Singolo, regia di Francesco Ranieri Martinotti (1989)
- L'avvoltoio sa attendere, regia e sceneggiatura di Gian Pietro Calasso (1991)

### Televisione
- Westinghouse Desilu Playhouse – serie TV, episodio 2x12 (1960)
- Le spie (I Spy) – serie TV, episodio 2x04 (1966)
- Melissa, regia di Daniele D'Anza – miniserie TV (1966)
- Ritratto di donna velata, regia di Flaminio Bollini – miniserie TV (1975)
- Spia - Il caso Philby, regia di Gian Pietro Calasso – miniserie TV (1977)
- La granduchessa e i camerieri, regia di Gino Landi – film TV (1977)
- Sherlock Holmes e il dottor Watson (Sherlock Holmes and Doctor Watson) – serie TV, episodi 1x10-1x11 (1979)

## Teatro
- Cantachiaro, rivista di Garinei e Giovannini, De Tuddo, Franco Monicelli, con Anna Magnani, Carlo Ninchi, Guglielmo Barnabò, Marisa Merlini, Olga Villi, Lea Padovani, Raimondo Vianello, Massimo Serato, Enrico Viarisio, Luigi Pavese, regia di Oreste Biancoli, musiche di Piero Piccioni, prima al Teatro Quattro Fontane di Roma, il 1º settembre 1944.

## Prosa televisiva Rai
- Morte di un vicino, con Aldo Sala, Enzo Garinei, Massimo Serato, Mario Colli, Elena Zareschi, Paolo Ferrari e Giusi Raspani Dandolo, regia di Enrico Colosimo, trasmessa il 13 agosto 1967.
- Delitto impossibile di Sergio Velitti (1967)

## Riconoscimenti
- Nastro d'argento
  - 1947 – Migliore attore non protagonista per Il sole sorge ancora[4]

## Doppiatori italiani
Massimo Serato è stato doppiato da molti attori diversi nel corso della sua lunga carriera. Gli attori che gli hanno prestato la voce:
- Giulio Panicali in Giacomo l'idealista, Quartieri alti, Il mondo vuole così, I cavalieri dalle maschere nere (I Beati Paoli), Monastero di Santa Chiara, Il ladro di Venezia, Pietà per chi cade
- Emilio Cigoli in Le avventure di Cartouche, La spada e la croce, Ti aspetterò all'inferno, David e Golia, Gli amori di Ercole, Il colpo segreto di d'Artagnan
- Giuseppe Rinaldi in Domenica d'agosto, La strada buia, Il magistrato, La Venere dei pirati, Il colosso di Roma
- Gualtiero De Angelis in Marechiaro, Amore e sangue, Febbre di vivere, Il falco d'oro
- Pino Locchi in Capitan Fuoco, Femmine di lusso, La decima vittima
- Sergio Tedesco in El Cid, Il leone di Tebe, La notte pazza del conigliaccio
- Nando Gazzolo in L'invincibile cavaliere mascherato, Superseven chiama Cairo, Una nuvola di polvere... un grido di morte... arriva Sartana
- Giorgio Piazza in Brenno il nemico di Roma, Gli invincibili sette, La rivolta dei sette
- Roberto Villa in Anda muchacho, spara!, A Venezia... un dicembre rosso shocking, Number One
- Renato Izzo in La scimitarra del Saraceno, I criminali della galassia
- Luigi Vannucchi in Costantino il Grande, È stato bello amarti
- Michele Kalamera in Suor Omicidi, L'umanoide
- Augusto Marcacci in Due cuori sotto sequestro
- Nino Pavese in L'uomo venuto dal mare
- Arnoldo Foà in Sangue a Ca' Foscari
- Mario Pisu in I pirati di Capri
- Carlo D'Angelo in Lucrezia Borgia
- Michele Malaspina in Il piccolo vetraio
- Mario Feliciani in Maruzzella
- Mario Bardella in Afrodite, dea dell'amore
- Sergio Fantoni in La maja desnuda
- Otello Toso in Il cavaliere del castello maledetto
- Renato Turi in Zorro contro Maciste
- Stefano Sibaldi in Maciste alla corte dello Zar
- Sergio Rossi in La Celestina P... R...
- Riccardo Cucciolla in Il gladiatore che sfidò l'impero
- Gigi Proietti in Il magnifico texano
- Ferruccio Amendola in Edipeon
- Sergio Graziani in Il divorzio
- Nino Dal Fabbro in La Califfa
- Luciano Melani in Salvo D'Acquisto
- Paolo Ferrari in Macchie solari
- Giancarlo Maestri in Cattivi pensieri